# زاون آلمازیان
زاون سارگیسی آلمازیان  معروف به مجنون وروشیلووگراد (ارمنی: Զավեն Սարգիսի Ալմազյան؛ انگلیسی: Zaven Almazyan؛ ۵ مهٔ ۱۹۵۰ – ۱۹۷۳) قاتل زنجیره‌ای و تعارض‌گر اهل اتحاد شوروی بود که بین سال‌های ۱۹۶۹ تا ۱۹۷۰ روستوف-نا-دونو و وروشیلووگراد مرتکب جرایمی از جمله سه فقره قتل شد.

## زندگی‌نامه
وی در ۵ مهٔ ۱۹۵۰ در روستوف-نا-دونو به دنیا آمد . وی در ۱۹۷۰ در سن ۲۲-۲۳ سالگی در اوکراین شوروی با جوخه آتش اعدام شد.